# Distretto di Cayara
Il distretto di Cayara è uno dei dodici distretti della provincia di Víctor Fajardo, in Perù. Si trova nella regione di Ayacucho e si estende su una superficie di 69,25 chilometri quadrati.

Istituito il 9 gennaio 1960, ha per capitale la città di Cayara; nel censimento del 2005 contava 1.423 abitanti.